# Patrick Tambay

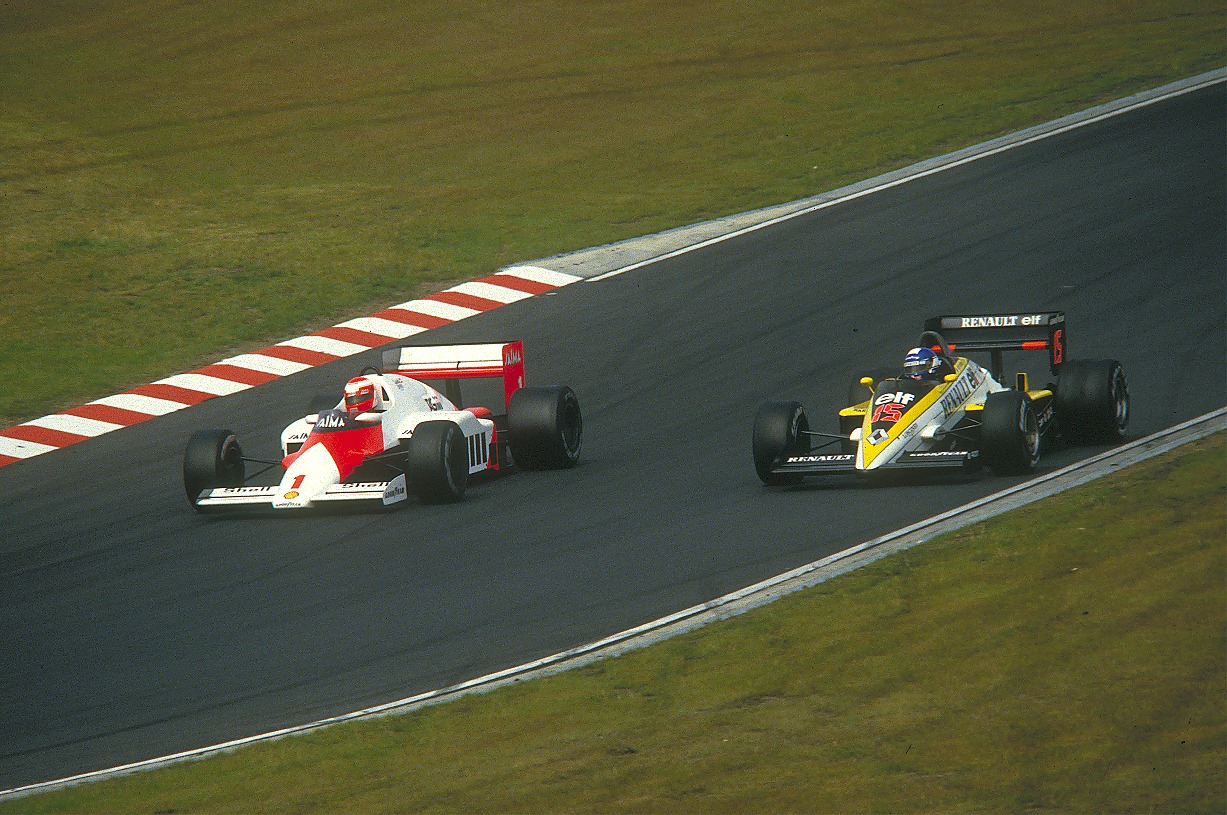
Niki Lauda und Patrick Tambay beim Training zum Großen Preis von Deutschland 1985 auf dem Nürburgring

Daniel Patrick Charles Maurice Nasri Tambay (* 25. Juni 1949 in Paris; † 4. Dezember 2022 in Nizza) war ein französischer Automobilrennfahrer. Er nahm u. a. zwischen 1977 und 1986 an über 100 Grand-Prix-Rennen zur Formel-1-Weltmeisterschaft teil. Tambays Sohn Adrien ist ebenfalls Rennfahrer.

## Karriere
Sein erstes Formel-1-Rennen fuhr Tambay 1977 in Silverstone, sein letztes bestritt er 1986 in Adelaide. Von insgesamt 114 Rennen gewann er zwei, stand fünfmal auf der Pole-Position und erreichte insgesamt 103 WM-Punkte. Er war für McLaren, Ligier, Theodore, Ferrari, Renault und Lola als Fahrer tätig.
Der charmante und weltmännische Franzose mit dem Filmstarlook gehörte zu den populärsten Erscheinungen in der Formel 1 der frühen 1980er Jahre. Als ehemaliger Skirennläufer und Absolvent der Winfield Racing School auf dem Circuit Paul Ricard im Jahr 1971 ging er seinen Weg durch die französischen Nachwuchsformeln bis in die Formel-2-Europameisterschaft, in der er von 1974 bis 1976 zwar immer an der Spitze mitfuhr, den Titel jedoch verpasste. Nach einem kurzen und sehr erfolgreichen Einsatz in der nordamerikanischen Can-Am-Serie beim Team von Carl Haas, wo er sechs von sieben Rennen gewann, feierte er beim Großen Preis von Großbritannien 1977 in Silverstone sein Grand-Prix-Debüt im Theodore-Team in einem von Mo Nunn konstruierten Ensign. Patrick Tambay beeindruckte in seiner ersten Formel-1-Saison mit dem siebten Startplatz in Österreich sowie fünf WM-Punkten, sodass ihn McLaren für 1978 unter Vertrag nahm. Der neue M26 war jedoch kaum konkurrenzfähig, sodass bis zum Saisonende nur acht WM-Punkte erzielt wurden. In der folgenden Saison wurde Tambay vertraglich untersagt, vorab Testfahrten durchzuführen, woraufhin er keinen WM-Punkt erzielte. Derart enttäuscht wechselte er für 1980 zurück in die Can-Am, wo er seinen zweiten Titel nach 1977 feiern konnte.
Die Erfolge in Nordamerika ermöglichten es ihm, bereits ein Jahr später wieder in der Formel 1 Fuß zu fassen. 1981 engagierte ihn das Theodore-Team des Hongkong-Chinesen Teddy Yip. Mit dem mittelmäßigen Monoposto erreichte er den sechsten Platz beim Debütrennen in Long Beach und den siebten beim Großen Preis von Monaco. Noch während der Saison wechselte er zum erfolgreicheren Ligier-Talbot-Team, bei dem nach dem Rücktritt von Jean-Pierre Jabouille ein Platz frei geworden war. Allerdings kam Tambay im neuen Wagen bei keinem einzigen Rennen ins Ziel, beim letzten Grand Prix der Saison in Las Vegas verunglückte er schwer.

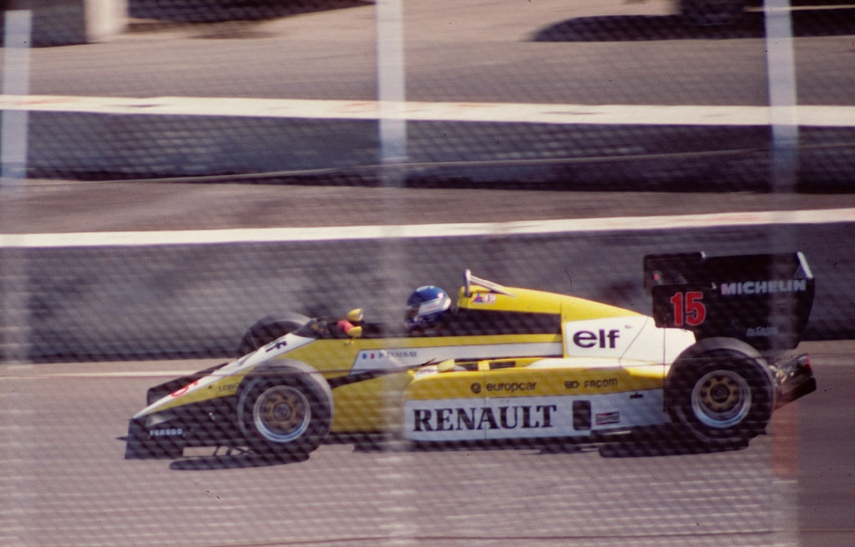
Tambay im Renault RE50 beim Grand Prix in Dallas 1984

1982 wurde ein sehr abwechslungsreiches Jahr für Patrick Tambay. Zunächst Ersatzmann für den verletzten Marc Surer bei Arrows, kam es gleich beim ersten Rennen der neuen Saison in Kyalami zum Fahrerstreik wegen der neuen Superlizenzen. Angewidert von den politischen Streitereien zog sich Patrick Tambay daraufhin erneut aus der Formel 1 zurück, wurde aber nach dem tödlichen Unfall von Gilles Villeneuve beim Großen Preis von Belgien in Zolder von Ferrari als Ersatzfahrer engagiert. Die zwei folgenden Saisons mit Ferrari wurden die erfolgreichsten seiner Formel-1-Karriere. Beim Großen Preis von Deutschland in Hockenheim gewann er seinen ersten Grand Prix, gleichzeitig wurde er durch den Unfall von Didier Pironi zum Teamführer. 25 WM-Punkte reichten in diesem Jahr zum siebten Gesamtrang. Daneben trug Tambay mit seinen Punkten zum Gewinn der Konstrukteursmeisterschaft durch Ferrari bei. In der Saison 1983 gewann er den Großen Preis von San Marino in Imola, stand viermal auf der Pole-Position und wurde mit 40 Punkten in der Endabrechnung Vierter. Tambay hatte damit ebenso Anteil an Ferraris erneutem Sieg in der Konstrukteurswertung.
Da er jedoch seine WM-Chancen nicht verwirklichen konnte, wurde er von Ferrari für 1984 durch Michele Alboreto ersetzt. Er heuerte beim Renault-Team an und stand beim Großen Preis von Frankreich in Dijon 1984 auf der Pole-Position und beendete das Rennen als Zweiter (es war das einzige Mal, dass er ein Rennen von der Pole aus beenden konnte). 1985 stand er noch zweimal als Dritter auf dem Siegespodest, doch Ende 1985 zog sich Renault aus der Formel 1 zurück. So knüpfte er an seine alten Beziehungen zu Carl Haas an, der mittlerweile mit dem Beatrice-Lola-Team in die Formel 1 gekommen war, und wurde von ihm für 1986 verpflichtet. Das Auto war nie wirklich konkurrenzfähig und Tambay erzielte trotz einiger guter Qualifikationsleistungen nur zwei WM-Punkte. Mit Jahresende wurde der Rennstall an Bernie Ecclestone verkauft. Damit endete auch Patrick Tambays Formel-1-Karriere.
1989 startete er in der Sportwagen-Weltmeisterschaft auf TWR-Jaguar und wurde Vierter beim 24-Stunden-Rennen von Le Mans. Darüber hinaus bestritt er die Rallye Dakar, Rallycross-Wettbewerbe und Eisrennen in Frankreich; des Weiteren arbeitete er als TV-Kommentator und kurzfristig war er auch als Teammitglied des Larrousse-Teams tätig.
In den letzten Lebensjahren litt Tambay an der Parkinson-Krankheit, an der er Anfang Dezember 2022 im Alter von 73 Jahren in Nizza starb. Er hatte zuletzt in Le Cannet bei Cannes gelebt, wo er unter anderem stellvertretender Bürgermeister war.

## Statistik

### Statistik in der Automobil-/Formel-1-Weltmeisterschaft
Diese Statistik umfasst alle Teilnahmen des Fahrers an der Formel-1-Weltmeisterschaft, die bis 1980 als Automobil-Weltmeisterschaft bezeichnet wurde.

#### Grand-Prix-Siege
- 1982  Großer Preis von Deutschland (Hockenheim)
- 1983  Großer Preis von San Marino (Imola)

#### Einzelergebnisse
| Saison | 1   | 2   | 3   | 4   | 5   | 6   | 7   | 8   | 9   | 10  | 11  | 12  | 13  | 14  | 15  | 16  | 17 |
| ------ | --- | --- | --- | --- | --- | --- | --- | --- | --- | --- | --- | --- | --- | --- | --- | --- | -- |
| 1977   |     |     |     |     |     |     |     |     |     |     |     |     |     |     |     |     |    |
|        |     |     |     |     |     |     |     | DNQ | DNF | 6   | DNF | 5*  | DNF | DNQ | 5   | DNF |    |
| 1978   |     |     |     |     |     |     |     |     |     |     |     |     |     |     |     |     |    |
| 6      | DNF | DNF | 12* | 7   |     | DNF | 4   | 9   | 6   | DNF | DNF | 9   | 5   | 6   | 8   |     |    |
| 1979   |     |     |     |     |     |     |     |     |     |     |     |     |     |     |     |     |    |
| DNF    | DNF | 10  | DNF | 13  | DNQ | DNQ | 10  | 7*  | DNF | 10  | DNF | DNF | DNF | DNF |     |     |    |
| 1981   |     |     |     |     |     |     |     |     |     |     |     |     |     |     |     |     |    |
| 6      | 10  | DNF | 11  | DNQ | 7   | 13  | DNF | DNF | DNF | DNF | DNF | DNF | DNF | DNF |     |     |    |
| 1982   |     |     |     |     |     |     |     |     |     |     |     |     |     |     |     |     |    |
|        |     |     |     |     |     |     |     | 8   | 3   | 4   | 1   | 4   | DNS | 2   | DNS |     |    |
| 1983   |     |     |     |     |     |     |     |     |     |     |     |     |     |     |     |     |    |
| 5      | DNF | 4   | 1   | 4   | 2   | DNF | 3   | 3   | DNF | DNF | 2   | 4   | DNF | DNF |     |     |    |
| 1984   |     |     |     |     |     |     |     |     |     |     |     |     |     |     |     |     |    |
| 5*     | DNF | 7   | DNF | 2   | DNF | DNS | DNF | DNF | 8*  | 5   | DNF | 6   | DNF | DNF | 7   |     |    |
| 1985   |     |     |     |     |     |     |     |     |     |     |     |     |     |     |     |     |    |
| 5      | 3   | 3   | DNF | 7   | DNF | 6   | DNF | DNF | 10* | DNF | 7   | DNF | 12  |     | DNF |     |    |
| 1986   |     |     |     |     |     |     |     |     |     |     |     |     |     |     |     |     |    |
| DNF    | 8   | DNF | DNF | DNF | DNS |     | DNF | DNF | 8   | 7   | 5   | DNF | NC  | DNF | NC  |     |    |

| Legende  | Legende            | Legende                                                          |
| Farbe    | Abkürzung          | Bedeutung                                                        |
| -------- | ------------------ | ---------------------------------------------------------------- |
| Gold     | –                  | Sieg                                                             |
| Silber   | –                  | 2. Platz                                                         |
| Bronze   | –                  | 3. Platz                                                         |
| Grün     | –                  | Platzierung in den Punkten                                       |
| Blau     | –                  | Klassifiziert außerhalb der Punkteränge                          |
| Violett  | DNF                | Rennen nicht beendet (did not finish)                            |
| Violett  | NC                 | nicht klassifiziert (not classified)                             |
| Rot      | DNQ                | nicht qualifiziert (did not qualify)                             |
| Rot      | DNPQ               | in Vorqualifikation gescheitert (did not pre-qualify)            |
| Schwarz  | DSQ                | disqualifiziert (disqualified)                                   |
| Weiß     | DNS                | nicht am Start (did not start)                                   |
| Weiß     | WD                 | zurückgezogen (withdrawn)                                        |
| Hellblau | PO                 | nur am Training teilgenommen (practiced only)                    |
| Hellblau | TD                 | Freitags-Testfahrer (test driver)                                |
| ohne     | DNP                | nicht am Training teilgenommen (did not practice)                |
| ohne     | INJ                | verletzt oder krank (injured)                                    |
| ohne     | EX                 | ausgeschlossen (excluded)                                        |
| ohne     | DNA                | nicht erschienen (did not arrive)                                |
| ohne     | C                  | Rennen abgesagt (cancelled)                                      |
| ohne     | keine WM-Teilnahme |                                                                  |
| sonstige | P/fett             | Pole-Position                                                    |
| sonstige | 1/2/3/4/5/6/7/8    | Punktplatzierung im Sprint-/Qualifikationsrennen                 |
| sonstige | SR/kursiv          | Schnellste Rennrunde                                             |
| sonstige | *                  | nicht im Ziel, aufgrund der zurückgelegten Distanz aber gewertet |
| sonstige | ()                 | Streichresultate                                                 |
| sonstige | unterstrichen      | Führender in der Gesamtwertung                                   |

### Le-Mans-Ergebnisse
| Jahr | Team            | Fahrzeug       | Teamkollege          | Teamkollege           | Platzierung | Ausfallgrund    |
| ---- | --------------- | -------------- | -------------------- | --------------------- | ----------- | --------------- |
| 1976 | Renault Sport   | Alpine A442    | José Dolhem          | Jean-Pierre Jabouille | Ausfall     | Zylinderschaden |
| 1977 | Renault Sport   | Alpine A442    | Jean-Pierre Jaussaud |                       | Ausfall     | Motorschaden    |
| 1981 | Jean Rondeau    | Rondeau M379C  | Henri Pescarolo      |                       | Ausfall     | Motorschaden    |
| 1989 | Silk Cut Jaguar | Jaguar XJR9-LM | Jan Lammers          | Andrew Gilbert-Scott  | Rang 4      |                 |